# Книппшильд, Йенс
Йенс Книппшильд (нем. Jens Knippschild; род. 15 февраля 1975, Арользен, ФРГ) — немецкий теннисист. Победитель двух турниров ATP в парном разряде, игрок сборной Германии в Кубке Дэвиса.

## Биография
Ррдился в Арользене (ФРГ). В теннис начал играть в 6 лет со своим отцом Рольфом, который записал мальчика в местный клуб. В 1993 году занял в юношеском чемпионате объединённой Германии третье место в одиночном и второе в парном разряде. В 1992—1995 годах играл в профессиональных турнирах уровней «сателлит», «фьючерс» и «челленджер».
За 1996 год продвинулся в рейтинге ATP почти на 250 позиций вверх в одиночном разряде и почти на 400 в парном благодаря успехам в «челленджерах», где завоевал два титула в одиночном разряде в Хамбюрене и Оберштауфене, а в парах выиграл 6 турниров подряд с 3 разными партнёрами (в том числе 4 с Карстеном Брашем). После Оберштауфена получил уайлд-кард на первый в карьере турнир основного тура ATP в Штутгарте, но там в первом раунде уступил Александру Волкову.
В 1997 году помимо победы в «челленджере» в Вольфсбурге, в своих дебютных Открытых чемпионатах Австралии и США дошёл в одиночном разряде до третьего круга, в парном разряде с Брашем пробился в финал турнира ATP в Мюнхене, а затем в четвертьфинал Открытого чемпионата Франции, победив по пути посеянных под 6-м номером Патрика Гэлбрайта и Эллиса Феррейру прежде чем проиграть действующим и будущим чемпионам — Даниэлю Вацеку и Евгению Кафельникову. В этом же году дебютировал в составе сборной Германии в Кубке Дэвиса, зафиксировав победу немцев в матче против команды Мексики в парной встрече, а затем победив и в ничего не решавшей игре в одиночном разряде.
В 1998 году впервые вошёл в первую сотню рейтинга ATP как в одиночном, так и в парном разряде и заработал на тот момент рекордные за карьеру 210 тысяч долларов за сезон. Лучшие результаты сезона включали выход в 4-й круг Открытого чемпионата Франции в одиночном разряде (где среди прочих был обыгран занимавший 50-е место в рейтинге Джим Курье) и два титула в «челленджерах» в парном разряде. За следующий год выиграл 15 матчей в одиночном разряде в турнирах ATP, дошёл до 3-го раунда на Уимблдонском турнире, выиграл один «челленджер» и впервые окончил сезон в числе ста сильнейших игроков мира, по ходу года достигнув 76-го места.
В 2000 году практически полностью пропустил начало сезона из-за травмы ахиллова сухожилия, но после возвращения в Ньюпорте единственный раз за карьеру пробился в финал турнира ATP в одиночном разряде, переместившись в рейтинге со 175-го на 101-е место. До конца сезона выиграл также ещё один «челленджер» в одиночном разряде и два в парном и дошёл с Джеффом Таранго до третьего круга Открытого чемпионата США. В следующие два сезона Книппшильд завоевал два парных титула в турнирах ATP — сначала в Открытом чемпионате Швеции с Брашем, а затем в Открытом чемпионате Румынии, где его партнёром был швед Петер Нюборг. В 2001 году ещё раз сыграл за команду Германии в Кубке Дэвиса, но в паре с Давидом Приносилом проиграл соперникам из сборной Нидерландов Завершил 2001 год в первой сотне парного рейтинга ATP. Завершил выступления в 2004 году.

## Положение в рейтинге в конце сезона
| Год              | 1992 | 1993 | 1994 | 1995 | 1996 | 1997 | 1998 | 1999 | 2000 | 2001 | 2002 | 2003 |
| ---------------- | ---- | ---- | ---- | ---- | ---- | ---- | ---- | ---- | ---- | ---- | ---- | ---- |
| Одиночный разряд | 400  | 325  | 247  | 374  | 137  | 105  | 101  | 89   | 108  | 166  | 274  | 541  |
| Парный разряд    | 619  | 491  | 946  | 522  | 108  | 104  | 114  | 273  | 100  | 81   | 145  | 320  |

## Финалы турниров ATP за карьеру

### Одиночный разряд (0-1)
| Результат | №  | Дата         | Турнир       | Покрытие | Соперник в финале | Счёт в финале |
| --------- | -- | ------------ | ------------ | -------- | ----------------- | ------------- |
| Поражение | 1. | 16 июля 2000 | Ньюпорт, США | Трава    | Петер Весселс     | 6-73, 3-6     |

### Парный разряд (2-1)
| Результат | №  | Дата             | Турнир            | Покрытие | Партнёр      | Соперники в финале                     | Счёт в финале   |
| --------- | -- | ---------------- | ----------------- | -------- | ------------ | -------------------------------------- | --------------- |
| Поражение | 1. | 4 мая 1997       | Мюнхен, Германия  | Грунт    | Карстен Браш | Пабло Альбано Алекс Корретха           | 6-3, 5-7, 2-6   |
| Победа    | 1. | 15 июля 2001     | Бостад, Швеция    | Грунт    | Карстен Браш | Симон Аспелин Эндрю Кратцман           | 7-63, 4-6, 7-65 |
| Победа    | 2. | 15 сентября 2002 | Бухарест, Румыния | Грунт    | Петер Нюборг | Эмилио Бенфеле Альварес Андрес Шнайтер | 6-3, 6-3        |